# Джордж Орвелл
Джо́рдж О́рвел (англ. George Orwell; справжнє ім'я Е́рік А́ртур Бле́р (англ. Eric Arthur Blair); 25 червня 1903, Мотіхарі — 21 січня 1950, Лондон) — англійський письменник, журналіст, есеїст, літературний критик. Писав журналістські нариси й політичні та літературні есе. Всесвітньо відомим став завдяки двом творам, написаними в останні роки життя: політичній алегорії «Колгосп тварин» і роману-антиутопії «1984», у яких він зобразив тоталітарне суспільство. Ввів у політичну мову термін «холодна війна».

## Біографія

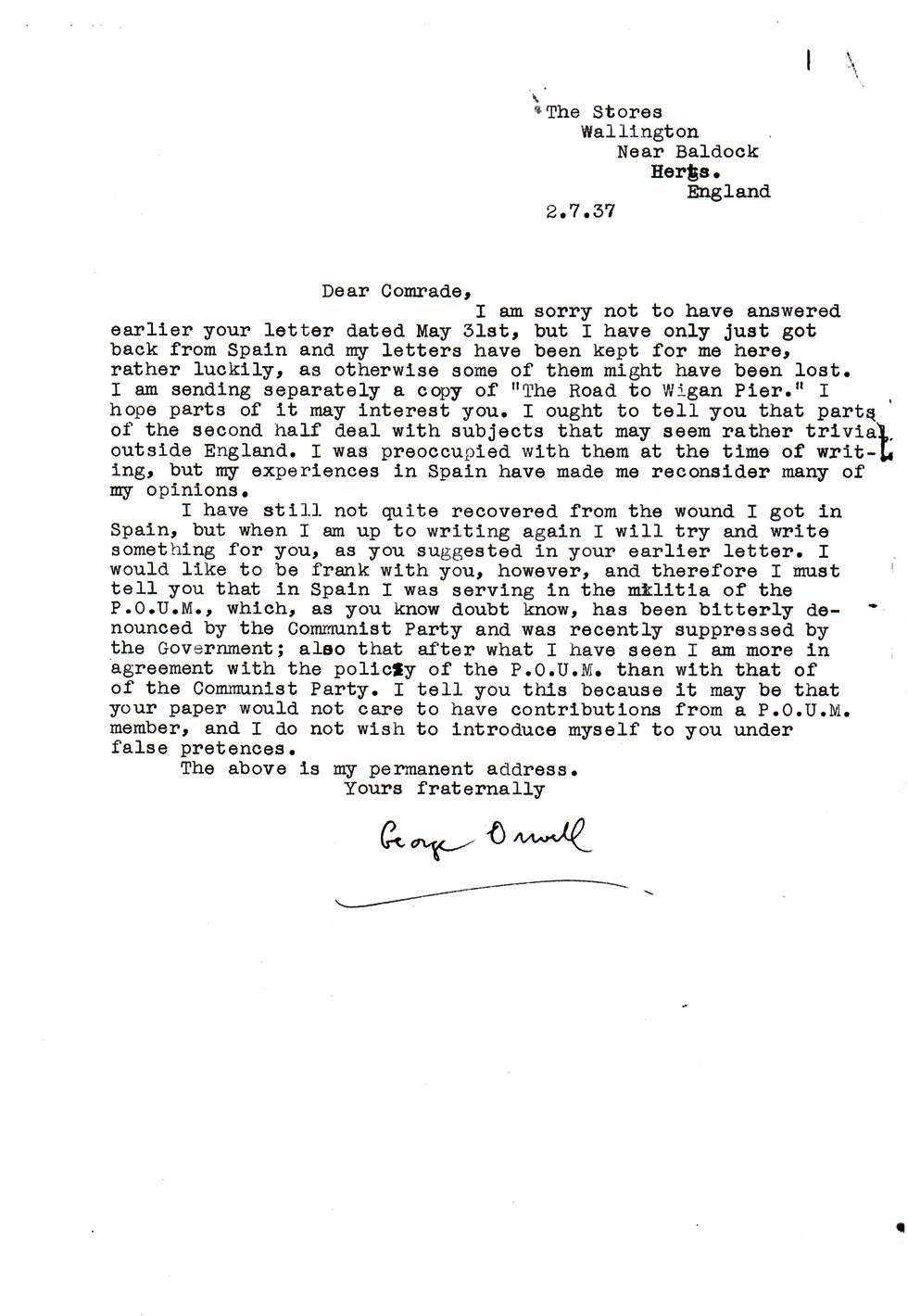
Перший, і ймовірно останній лист Джорджа Орвелла в СРСР. Лист адресований головному редакторові журналу «Інтернаціональна література» Сергієві Дінамову, заарештованому вже в наступному році й незабаром розстріляному. Лист було підшито до справи на Орвелла.

### Дитинство
Ерік Артур Блер народився 25 червня 1903 року в бенгальському селі Мотіхарі на кордоні з Непалом. У той час Індія була частиною Британської імперії, і батько майбутнього письменника, Річард Блер, служив в одному з департаментів індійської адміністрації Великої Британії. Він походив зі збіднілого шотландського аристократичного роду. Мати письменника була дочкою французького торговця. Як пізніше пригадував письменник, його сім'я «хотіла жити по-джентльменськи на 400 фунтів на рік».
Коли Еріку виповнилося 8 років, його з великими труднощами влаштували за державний кошт до елітарної приватної підготовчої школи в графстві Сассекс. Перебування у цьому закладі залишило болючі спогади: хлопець страждав через розлуку з батьками, несмачну їжу, холод, фізичні покарання, які принижували його і наповнювали постійним відчуттям провини. За спогадами його дружини Соні, Орвелл вважав, що саме в цій школі почали підсвідомо накопичуватися враження, які послужили матеріалом для роману «1984». Друг письменника, Тоско Файвел, стверджував, що Орвелл переніс у фантастичний Лондон 1984 року «звуки, запахи і кольори свого шкільного дитинства».
Через кілька років, проявивши неабиякі здібності в навчанні, хлопчик одержав стипендію для подальшого навчання в Ітоні, найпривілейованішій приватній школі Великої Британії. Там одним з його викладачів був Олдос Гакслі — відомий письменник-фантаст. Пізніше в есе «Чому я пишу» Орвелл згадував, що вже в 5—6 років він твердо знав, що буде письменником, а в Ітоні визначилося коло його літературних пристрастей — Джонатан Свіфт, Джек Лондон.
Він жив в аристократичній, але бідній сім'ї, і після закінчення навчання Ерік виїхав з Англії до її східних колоній, як колись його батько й тисячі інших незаможних англійців. Опісля пішов на службу до імперської поліції, спочатку в Індію, потім у Бірму. Там він служив поліцейським, пізніше спробував й інші види заробітку: полював, керував рибальським човном і навіть працював продавцем. Утім, не зміг заробити статків і остаточно підірвав слабке з дитинства здоров'я. У 1927 році, розчарувавшись в ідеалах і системі, якій він служив, Блер пішов у відставку й переселився на Портобелло Роуд, квартал лондонської бідноти, потім поїхав до Парижа — осередку європейської богеми. Однак майбутній письменник вів аж ніяк не богемний спосіб життя, він жив у робочому кварталі, де заробляв миттям посуду, і набирався досвіду й вражень, що пізніше наповнять його романи й численні есе. За словами Блера, він «спокутував колоніальний гріх»: «Я свідомо бажав стати на місце тих, кого вільно або невільно принижував протягом п'яти років, хотів стати жертвою і невдахою. Думка про життєвий добробут, навіть найскромніший, була мені тоді огидна».

### Письменник
1933 року він опублікував збірку нарисів «У злиднях Парижа і Лондона» під псевдонімом Джордж Орвелл. Це літературне ім'я письменник обрав не випадково: Святий Джордж — патрон Англії, а Орвелл — назва річки, яка протікає сільською місцевістю на півночі Англії. Тобто Ерік Артур Блер зрікся аристократичного походження і став уособлювати себе з народом. Так підписував він усі романи, які виходили після цього щороку.
1934 року побачила світ книга «Бірманські будні», у якій автор розповів про роки, проведені на службі в колоніях Британської імперії. У 1935 році було опубліковано роман «Дочка священника» (англ. A Clergyman's Daughter) і низку робіт з найрізноманітніших питань — політики, мистецтва, літератури.

### Громадянська війна в Іспанії
Вважаючи себе соціалістом, Джордж Орвелл став (на короткий час) членом лівоанархістської Незалежної лейбористської партії, при цьому він опинився у конфлікті майже з усіма соціалістами Англії.
Наприкінці 1936 року, коли в Іспанії почалася громадянська війна, Орвелл, як кореспондент «Бі-бі-сі» та лондонської газети «Обзервер», разом із дружиною Елін О'Шонесі (Eileen Blair) вирушив до Іспанії. Боронили республіку від франкістів в Іспанії різні люди — від комуніста Мате Залки до Ернеста Гемінгвея і Андре Мальро. Як прихильник британської соціалістичної Незалежної лейбористської партії Орвелл приєднався до невеликої антисталіністської лівої партії ПОУМ, і в складі її ополчення кілька місяців воював на фронті проти франкістів.
Приїхавши у квітні 1937 року у відпустку до Барселони, де на той час уже перебувала його дружина, Орвелл потрапив у протистояння між комуністами й анархо-синдикалістською Національною конфедерацією праці (CNT) і, під час сутичок початку травня, разом із ПОУМ став на боці анархістів. Після закінчення сутичок іспанські комуністи звинуватили в усьому ПОУМ, заборонили її та почали репресії. Переслідування троцькістів, які розпочала республіканська влада під тиском Москви, ледве не коштували йому життя. Орвелл не знав, що для Сталіна в Іспанії точилося дві війни — одна проти фашизму і друга, таємна, війна проти Льва Троцького, за монопольний вплив на міжнародний комуністичний рух. Але він прекрасно відчув фальш і брехню, несправедливість звинувачень чесних і хоробрих бійців, вони з дружиною самі ледве не стали жертвами таємних розправ агентів НКВС з їхніми політичними противниками. Джордж був поранений у горло: куля пройшла за кілька міліметрів від артерії і на рік позбавила письменника голосу. Подружжю вдалося втекти з Іспанії, і 1938 року Орвелл опублікував книгу «Данина Каталонії» (англ. Homage to Catalonia), — одну з найяскравіших та найправдивіших розповідей про громадянську війну в Іспанії і один із перших лівих протестів проти сталінської нечистої гри. Водночас Орвелл, як і низка інших лівих письменників, намагався розгадати таємницю московських політичних процесів проти діячів старого, ленінського керівництва партії, на яких колись незламні більшовицькі вожді, явно духовно розчавлені в катівнях, покірно каялися в шпигунстві, тероризмі й диверсіях.

### Друга світова війна й далі
Наприкінці 1930-х років Орвелл разом із Незалежною лейбористською партією займав пацифістські позиції. Одного разу йому наснилося, що почалася війна, і він усвідомив, що саботувати війну всупереч своєму патріотизму не зможе. У перші дні Другої світової війни Джордж Орвелл вирішив приєднатися до британських збройних сил для боротьби з нацистською Німеччиною. Але йому було відмовлено через стан здоров'я. Зрештою, Джордж Орвелл очолив напрямок спротиву нацистській пропаганді на радіо «Бі-Бі-Сі». Під час Другої світової війни Джордж Орвелл працював на «Бі-Бі-Сі», потім — редактором літературного відділу в газеті, а наприкінці війни — репортером у Європі.
У 1944 році Ерік та Елін Блер всиновили одномісячного хлопчика, якого вони назвали Річардом. 15 березня 1945 року Орвелл виїхав у відрядження до Парижа як кореспондент газети «Обсервер». Тоді його дружина перенесла операцію і 29 березня 1945 року раптово померла від післяопераційної інфекції. Після втрати Елін Орвелл переселився на відлюдний острів Юра на узбережжі Шотландії, де працював, майже ні з ким не спілкуючись. Тут він завершив роман «1984», який було опубліковано в 1949 році. Друкувати рукопис на машинці йому доводилось самотужки, оскільки видавництво не знайшло стенографістки, яка погодилась би працювати в таких умовах. Письменник проводив за роботою по 12—14 годин щодня, не звертаючи увагу на кровохаркання і високу температуру. Під час виходу книги він уже перебував у Лондонському госпіталі. Тут письменнику на деякий час покращало й просто в лікарні Орвелл обвінчався зі своєю другою дружиною — Сонею.
Помер письменник вночі 21 січня 1950 року у віці 46 років від туберкульозу. Безпосередньою причиною смерті стала легенева кровотеча. Некролог надрукували в рідній газеті Орвелла «Трибьюн». Згідно із заповітом його поховали у сільській парафіяльній церкві Всіх Святих у Беркширі. На надгробку висікли справжнє ім'я письменника — Ерік Артур Блер. Соня Орвелл успадкувала літературний архів чоловіка і пережила його на 30 років.

## Праці
Навіть після подій в Іспанії Орвелл залишився непримиренним критиком вад капіталізму, «демократичним соціалістом» і противником консервативних політиків, яких завжди вважав профашистськими. Саме європейський профашистський консерватизм, на думку письменника, віддав іспанську демократію на поталу Франсіско Франко, Гітлеру й Беніто Муссоліні. Орвелл, Артур Кестлер, Олдос Гакслі та інші інтелектуали довоєнної пори, яким раніше від інших лівих відкрилося звіряче обличчя червоної диктатури, не зрадили своїх гуманістичних переконань, свого співчуття бідним і знедоленим класам усього людства. Вони позбулися лише ілюзій щодо світової місії СРСР і можливостей революційної ідеології комуністичного руху.
Ще в рецензії на «Майн кампф», надрукованій 1934 року, Орвелл поставив поруч імена Гітлера й Сталіна. Пізніше він дедалі наполегливіше зазначав спільність тоталітарних методів обох диктаторів. 1943 року, коли Сталін розпустив Комінтерн, аби підкреслити свою відмову від ідеї світової революції і свою лояльність до союзників по антигітлерівській коаліції, Орвелл написав різко антисталінський памфлет «Колгосп тварин» (англ. Animal Farm), де в хижому кабані Наполеоні з його незмінною люлькою в зубах легко впізнати Сталіна. Завершивши роботу над рукописом у лютому 1944 року, Орвелл після відмови декількох видавництв зміг опублікувати її лише в 1945 році. Видавців лякав відверто антисталіністський (за словами самого Орвелла) характер книги. Але йшла війна, і перед загрозою фашистського рабства московські політичні процеси і радянсько-німецький пакт про ненапад витіснялися на периферію суспільної свідомості — на карту була поставлена свобода Європи. У той час і в тих умовах критика сталінізму неминуче асоціювалася з випадом проти СРСР.
Картина жахливої монотонної майбутньої дійсності, намальована Орвеллом у романі «1984», є насправді послідовною концепцією природи сучасного світу, а не випадковими видіннями новітнього Нострадамуса. Суть цієї концепції розкривається в розмові героя з його катом О'Браєном. О'Браєн говорить: Ми знаємо, ніхто і ніколи не брав влади для того, щоб потім відмовитися від неї. Влада — мета, а не засіб, а революції роблять для того, щоб встановити диктатуру. Мета насильства — насильство. Мета катування — катування. Так ось, мета влади — влада.
У травні 1945 року була вперше видана праця Орвелла «Нотатки про націоналізм» («Notes on Nationalism»), де він зокрема написав, що «кожен націоналіст здатний на найбільш кричущу безчесність, але водночас (оскільки вважає, що служить чомусь більшому, ніж він сам) він непохитно впевнений у власній правоті» (з англ. «Every nationalist is capable of the most flagrant dishonesty, but he is also – since he is conscious of serving something bigger than himself – unshakeably certain of being in the right.»).

У західній окупаційній зоні Німеччини 1947 року американські військові затримали незвичайний вантаж: кілька тисяч свіжовидрукуваних примірників книжки незрозумілою їм мовою. На палітурках було ім'я автора латиницею — George Orwell. Солдатам, певно, пояснювали, що видання призначено для тисяч українських біженців у таборах переміщених осіб (DP) — певного часу в західній зоні таких людей налічувалося 118 625. Однак американці передали літературу представникам радянських репатріаційних комісій. Ті визнали книжечку під назвою «Колгосп тварин» як пропаганду й конфіскували. Однак вдалося врятувати частину накладу видання, яке було першим перекладом іноземною мовою нового твору британського письменника Джорджа Орвелла «Колгосп тварин». Цей роман-казка згодом приніс йому визнання письменника світового рівня. Орвелл навіть виділив частину власних грошей на друк книжки в українському видавництві «Прометей» у Німеччині з такими словами унікального авторського звернення: 
|  | «Я отримав прохання написати передмову для перекладу «Колгосп тварин» українською мовою. Я добре свідомий того, що пишу для читачів, про яких нічого не знаю, та й вони, мабуть, ніколи не мали нагоди довідатись про мене. Від мене, мабуть, чекають, щоб я розповів у цій передмові, як виник мій «Колгосп Тварин». Перед цим мені доведеться сказати дещо про себе та про події, що крізь них я дійшов до моїх політичних поглядів». |

Це був один із небагатьох випадків, коли Джордж Орвелл описував своє дитинство й пояснював іншим, як формувався його світогляд. Можливо, єдиною іншою такою сповіддю стало його посмертно опубліковане есе «Such, Such Were the Joys» (1953 рік) («Такі, такі були радощі»).
У колишньому СРСР творчість Орвелла стала відома читачеві з 1988 року, коли в журналах було опубліковано «Ферму тварин». У той же період було зняте багаторічне табу з іншої антиутопії Дж. Орвелла — «1984», роману, який в СРСР або замовчувався, або трактувався як антирадянський, реакційний.
У 2009 році впливова британська газета «Таймс» оголосила роман «1984» найважливішою книгою, надрукованою за останні 60 років.
У 2013 році в «День Орвелла» газета «Ґардіан» провела на своєму сайті опитування: «Чи правий був Джордж Орвелл у своїх прогнозах майбутнього?», себто, чи здійснилися в сучасному світі побоювання Орвелла щодо тоталітаризму, постійного спостереження за людьми й деформації мови. 89 % опитаних відповіли «Так».

### Книги
- «У злиднях Парижа і Лондона» (Down and Out in Paris and London, 1933)
- «Бірманські будні» (Burmese Days, 1934)
- «Донька священника» (A Clergyman's Daughter, 1935)
- «Нехай квітне аспідистра» (Keep the Aspidistra Flying, 1936)
- «Дорога на Віґан-Пірс» (The Road to Wigan Pier, 1937)
- «Данина Каталонії» (Homage to Catalonia, 1938)
- «Переводячи подих» (Coming Up For Air, 1939)
- «Лев та єдиноріг: соціалізм та англійська геніальність» (The Lion and The Unicorn: Socialism and the English Genius, 1941)
- «Колгосп тварин» (Ферма тварин, Свійський хутір) (Animal Farm, 1945)
- «1984» (Nineteen Eighty-Four, 1949)

### Есе
- "Спомини із книгарні" (Спомини із книгарні[en] (1936))
- "Тижневики для хлопчиків" ("Boys' Weeklies"[en] (1940))
- "Всередині кита" ("Inside the Whale"[en] (1940))
- "Моя країна - праворуч чи ліворуч" ("My Country Right or Left"[en] (1940))
- "Мистецтво Дональда МакҐілла" ("The Art of Donald McGill"[en] (1941))
- "Англія, твоя Англія" ("England Your England"[en] (1941))
- "Лев і єдиноріг" ("The Lion and the Unicorn"[en] (1941))
- "Поезія і мікрофон" ("Poetry and the Microphone"[en] (1943))
- "Розіграш і міс Бландіш" ("Raffles and Miss Blandish"[en] (1944))
- "Хороші та погані книжки" ("Good Bad Books"[en] (1945))
- "Нотатки  про націоналізм " ("Notes on Nationalism"[en] (1945))
- "Спортивний дух" ("The Sporting Spirit"[en] (1945))
- "Лір, Толстой і дурень" ("Lear, Tolstoy and the Fool")  (1947))
- "Англійський народ" ("The English People"[en] (1947))
- "До європейської єдності " ("Toward European Unity"[en] (1947))
- "Роздуми  про Ганді " ("Reflections on Gandhi"[en] (1949))
- "Книжки проти цигарок" ("Books v. Cigarettes"[en] (1946))
- "Сповідь книжкового рецензента" ("Confessions of a Book Reviewer"[en] (1946))
- "Занепад англійського вбивства" ("Decline of the English Murder"[en] (1946))
- "Добре слово для Вікарія Брея" ("A Good Word for the Vicar of Bray"[en] (1946))
- "Як помирають бідні" ("How the Poor Die"[en] (1946))
- "Місяць  під водою" ("The Moon Under Water"[en] (1946))
- "Чашка гарного чаю" ("A Nice Cup of Tea"[en] (1946))
- "Місця  задоволення" ("Pleasure Spots"[en] (1946))
- "Політика і англійська мова" ("Politics and the English Language"[en] (1946))
- "Політика голоду" ("The Politics of Starvation"[en] (1946))
- "Політика проти літератури: Дослідження подорожей Гуллівера" ("Politics vs. Literature: An Examination of Gulliver's Travels"[en] (1946))
- "Профілактика літератури" ("The Prevention of Literature"[en] (1946))
- "Верхи з Банґора" (1946))
- "Другі думки про Джеймса Бернема"("Second Thoughts on James Burnham"[en] (1946))
- "Декілька думок про звичайну жабу" ("Some Thoughts on the Common Toad"[en] (1946))
- "Чому я пишу" ("Why I Write") (1946))
- "Такі, такі були радощі" ("Such, Such Were the Joys"[en] (1952))

## Переклади українською
Художні:
- Ковток повітря: [роман] / Джордж Орвелл ; з англ. пер. Тетяна Кирилюк. — Київ: Вид-во Жупанського, 2020. — 236, [1] с. — (Майстри світової прози). — Пер. вид. : Coming up for air / George Orwell. — 2001. — ISBN 978-617-7585-12-0
- Донька пастора: роман / Джордж Орвелл ; з англ. пер. Марія Головко. — Київ: Вид-во Жупанського, 2021. — 301, [1] с. — (Майстри світової прози). — Пер. вид. : A Clergyman's Daughter / George Orwell. — 2014. — 3000 прим. — ISBN 978-617-7585-31-1
- Нехай квітне аспідистра: роман / Джордж Орвелл ; з англ. пер. Тетяна Кирилюк. — Київ: Вид-во Жупанського, 2021. — 253, [1] с. — (Майстри світової прози). — Пер. вид. : Keep the Aspidistra Elying / George Orwell. — 1969. — ISBN 978-617-7585-29-8

Колгосп тварин
- Оруел, Ґеорґ (1947). Колгосп тварин. З анґл. мови переклав: Іван Чернятинський. Мюнхен: Прометей. 91 стор. {{cite book}}: стрип-маркер templatestyles в |інші= на позиції 3 (довідка) (Chtyvo, «Ізборник» [Архівовано 1 січня 2015 у Wayback Machine.])
- Орвел, Джордж (1984). Хутір тварин. "Бібліотека «Смолоскипа»"; ч. 49. Вільний переклад з англ.: Ірина Дибко. Балтімор: Смолоскип. 98 стор. ISBN 0-914834-53-3. {{cite book}}: стрип-маркер templatestyles в |інші= на позиції 20 (довідка) (Chtyvo)
- Орвел, Джордж (1991). Ферма «Рай для тварин»: небилиця. Переклад з англ.: Юрій Шевчук. Київ: журнал «Всесвіт». № 1 за 1991, стор. 75-112. {{cite book}}: стрип-маркер templatestyles в |інші= на позиції 12 (довідка) (Chtyvo)
  - (передрук) Орвелл, Джордж (2015). Колгосп тварин. Переклад з англ.: Юрій Шевчук. Київ: Видавництво Жупанського. 120 стор. ISBN 978-966-235-560-4. {{cite book}}: стрип-маркер templatestyles в |інші= на позиції 12 (довідка)
- Орвелл, Джордж. (1991) Скотоферма // Орвелл. Дж., Кестлер, А. Ніч ополудні. Скотоферма. Пер. з англ.: О. Дроздовський; Віталій Бендер. Київ: Заповіт. 272 стор. ISBN 5-7707-1046-2. {{cite book}}: стрип-маркер templatestyles в |інші= на позиції 1 (довідка) (Chtyvo)
- Орвел, Джордж. Скотохутір: казка. Переклад з рос.: Наталя Околітенко. Київ: Вітчизна. № 1 за 1991, стор. 38-72. {{cite book}}: стрип-маркер templatestyles в |інші= на позиції 12 (довідка) (Chtyvo)

1984
- (уривок) Орвел, Джордж (1988). 1984. Переклад з англ.: Олександр Терех. Київ: журнал «Всесвіт». № 4 за 1988. {{cite book}}: стрип-маркер templatestyles в |інші= на позиції 12 (довідка) (переглянути у Chtyvo)
- (самвидав) Орвел, Джордж (2013). 1984: роман-антиутопія. Переклад з англ.: Віталій Данмер. Київ: Hurtom.com. 321 стор. {{cite book}}: стрип-маркер templatestyles в |інші= на позиції 12 (довідка) (avtura.com.ua, перша редакція) [Архівовано 1 серпня 2021 у Wayback Machine.], («Hurtom.com», друга редакція))
- Орвелл, Джордж (2015). 1984. "Майстри світової прози". Переклад з англ.: Віктор Шовкун. Київ: Видавництво Жупанського. 312 стор. ISBN 978-966-2355-57-4. {{cite book}}: стрип-маркер templatestyles в |інші= на позиції 12 (довідка) (Chtyvo)
- Орвелл, Джордж (2021). 1984. "Зарубіжні авторські зібрання". Переклад з англ.: Богдана Носенок. Харків: Фоліо. 320 стор. ISBN 978-966-03-9575-6. {{cite book}}: стрип-маркер templatestyles в |інші= на позиції 12 (довідка)[15]
- 1984 : роман / Джордж Орвелл ; пер. з англ. Олени Ломакіної. — Київ: Знання, 2021. — 255 с. — (English library = Англійська бібліотека ; № 1). — Пер. изд. : Nineteen eighty-four / George Orwell. — ISBN 978-617-07-0840-3. — ISBN 978-617-07-0150-3 (English library)
- 1984 : [граф. роман] / Джордж Орвелл, [худож.] Ксав'є Кост ; [пер. з фр. Катерини Пітик]. — Харкіів: Віват, 2022. — 236, [2] с. : кольор. іл. — (Серія «Мальопис»). — Пер. вид. : 1984 / George Orwell, Xavier Coste. — Paris, 2021. — 1500 прим. — ISBN 978-966-982-948-1 (укр.). — ISBN 978-2-37731-658-8 (фр.). — ISBN 978-966-982-878-1 (серія)

Данина Каталонії
- Орвелл, Джордж (2017). Данина Каталонії. "Майстри світової прози". Переклад з англ.: Ірина Сав'юк. Київ: Видавництво Жупанського. 240 стор. ISBN 978-966-2355-76-5. {{cite book}}: стрип-маркер templatestyles в |інші= на позиції 12 (довідка)
- Вшанування Каталонії / Джордж Орвелл ; з англ. пер. Тереза Гнатишин. — Харків: Фоліо, 2023. — 256 с. — ISBN 978-966-2355-76-5

У злиднях Парижа і Лондона
- Орвелл, Джордж (2017). У злиднях Парижа і Лондона. "Майстри світової прози". Переклад з англ.: Єгор Поляков. Київ: Видавництво Жупанського. 232 стор. ISBN 978-966-2355-85-7. {{cite book}}: стрип-маркер templatestyles в |інші= на позиції 12 (довідка)
- У злиднях Парижа і Лондона / Джордж Орвелл ; [пер. з англ. Т. Я. Гнатишин]. — Харків: Фоліо, 2022. — 250, [1] с. — (Зарубіжні авторські зібрання). — 1000 прим. — ISBN 978-966-03-9982-2

Публіцистика:
- Джордж Орвел «Свобода парку» (перекл. О. Дащаківська) [Архівовано 24 грудня 2005 у Wayback Machine.]
- Джордж Орвел — Політика і англійська мова (перекл. А. Пулемьотов) [Архівовано 28 лютого 2014 у Wayback Machine.]
- Честь, боротьба, свобода / Джоррдж Орвелл ; [упоряд. В. Бабій] = Honor, struggle, freedom / George Orwell. — Л. : Каменяр, 2012. — 122, [2] с. : іл. — Текст укр. та англ. — Бібліогр.: с. [123]. — 500 прим. — ISBN 978-966-607-200-4

Ковток повітря (Coming Up For Air)
Джордж Орвелл (2020) Ковток повітря «Майстри світової прози» Київ: Видавництво Жупанського.
Бірманські будні
Джордж Орвелл (2021) Бірманські будні «Майстри світової прози». Переклад з анг: Гордієнко Оксана. Київ: Видавництво Жупанського. 352 стор.

## Цитати
- «Усі тварини рівні, але деякі тварини рівніші за інших» («Колгосп тварин», 1945).
- «Хто керує минулим, той керує майбутнім: хто керує сьогоденням, керує минулим» («1984», 1949).
- «Війна — це мир, свобода — це рабство, сила — в незнанні» («1984», 1949).

## Цікаві факти
- Орвелл першим застосував термін «холодна війна» в есе «Ви і атомна бомба», написаному 10 жовтня 1945 року.
- Видання «Колгосп тварин» українською мовою 1947 року — перший переклад «Колгоспу тварин» з англійської іншими мовами. Перекладач вмовив автора написати передмову, і Орвел навіть видав книгу власним коштом. Видання було призначене для українців, які перебували в окупаційній зоні армії США.[16][17]
- Відома формула «Двічі по два дорівнює п'яти», на яку Джордж Орвел неодноразово робить акцент у романі-антиутопії «1984», прийшла на думку, коли він почув радянське гасло «П'ятирічку — за чотири роки!».
- На честь письменника було названо астероїд 11020 Орвелл.

## Вшанування пам'яті
18 травня 2023 року Київська міська рада перейменувала Орловський провулок на провулок Джорджа Орвелла.

### Твори Орвела
- 1984
- Колгосп тварин [Архівовано 1 січня 2015 у Wayback Machine.]
- Письменники і свобода [Архівовано 24 грудня 2005 у Wayback Machine.] // «Ї». — Число 32 (2004).
- Політика й англійська мова [Архівовано 28 лютого 2014 у Wayback Machine.] // «Ї». — 2011.
- Праці Орвела в оригіналі [Архівовано 18 серпня 2012 у Wayback Machine.](англ.)
- Богдан Цюпин. Українському перекладу «Колгоспу тварин» Орвелла — 65 років // BBC, 23.07.2012
- Переклади українською в електронній бібліотеці «Чтиво»

### Про нього
- Оруел Джордж // Українська мала енциклопедія : 16 кн. : у 8 т. / проф. Є. Онацький. — Буенос-Айрес, 1962. — Т. 5, кн. X : Літери Ол — Пер. — С. 1244-1245. — 1000 екз.
- Оруелл Джордж // Зарубіжні письменники : енциклопедичний довідник : у 2 т. / за ред. Н. Михальської та Б. Щавурського. — Тернопіль : Навчальна книга — Богдан, 2006. — Л — Я. — С. 300. — ISBN 966-692-744-6.
- Леонідас Донскіс. Джордж Орвел: анатомія фанатизму й ненависті [Архівовано 26 лютого 2005 у Wayback Machine.] // «Потяг 76».
- Террі Іглтон. Потертий романтик Джордж Орвел [Архівовано 31 травня 2015 у Wayback Machine.] // Спільне. — 21.01.2015.
- Максим Нестелєєв. Великий Брат спостерігає за тобою [Архівовано 27 травня 2015 у Wayback Machine.] // «Друг читача». — 6.4.2009.
- Роман Павлюк. Знайомтесь: Джордж Орвел [Архівовано 27 травня 2015 у Wayback Machine.] // Український католицький університет.
- Борис Потятиник. «Свободі преси загрожують дві головні небезпеки: репресії і… їх відсутність» [Архівовано 24 грудня 2005 у Wayback Machine.] // «Ї». — Число 32 (2004).
- Вадим Скуратівський. Міф про Джорджа Орвелла [Архівовано 31 травня 2019 у Wayback Machine.] // Всесвіт. — 1988. — № 4. — С. 128—130.
- Роман Тиса. Антиутопія і тоталітарна держава в літературі й кіно (2019)
- Роман-антиутопію «1984» втретє екранізують [Архівовано 27 травня 2015 у Wayback Machine.]
- Animal Planet. Антикомуністичний соціяліст Джордж Орвел та його подарунок українцям [Архівовано 6 листопада 2012 у Wayback Machine.]
- Про досьє MI-5 на Дж. Орвела [Архівовано 10 квітня 2014 у Wayback Machine.] (англ.)

## Інтернет-ресурси
- Про Що Орвелл Попереджав Світ